# Scoop
För andra betydelser, se Scoop (olika betydelser).
Scoop är ett branschuttryck inom tidningsvärlden för en sensationell nyhet med stort allmänintresse, med andra ord ett reportage som förväntas öka lösnummerförsäljningen. Underförstått är att en redaktion är ensam om nyheten. Skandaler är ofta scoop.
Webbtidningarnas ankomst har gjort att scoopets betydelse minskat, eftersom en tidning som är ensam om en nyhet förr hade ett dygns försprång, medan andra tidningar idag snabbt kan citera dem.